# Atika
Atika (grško Περιφέρεια Αττικής, latinizirano: Periféria Attikís) je upravna regija Grčije, ki obsega celotno metropolitansko območje Aten, katerega glavno mesto je glavno in največje mesto države, Atene. Regija je soobsežna z nekdanjo prefekturo Atika v Srednji Grčiji in pokriva večje območje kot zgodovinska regija Atika. 

## Pregled
Atika, ki je na vzhodnem robu osrednje Grčije, obsega približno 3808 kvadratnih kilometrov. Poleg Aten obsega na svojem območju mesta Elefsina, Megara, Laurium in Maraton ter majhen del polotoka Peloponez in otoke Salamina, Egina, Agistri, Poros, Hidra, Speces, Kitira in Antikitera. V regiji živi približno 3.800.000 ljudi, od katerih jih je več kot 95 % prebivalcev metropolitanskega območja Aten. Leta 2019 je imela Atika HDI 0,912, najvišji v Grčiji.

## Uprava
Regija je bila ustanovljena z upravno reformo leta 1987 in je do leta 2010 obsegala 4 prefekture Atene, Vzhodno Atiko, Pirej in Zahodno Atiko.
Z Kallikratovim programom iz leta 2010 so bile pristojnosti in avtoriteta regije popolnoma na novo opredeljene in razširjene. Od 1. januarja 2011 regija predstavlja drugostopenjsko lokalno upravo. Čeprav jo nadzira decentralizirana uprava Atike, je zdaj neodvisen samoupravni organ s pooblastili in proračunom, primerljivim s prejšnjimi prefekturami.
Regija je razdeljena na osem podrejenih območnih enot:
- Severne Atene
- Zahodne Atene
- Centralne Atene
- Južne Atene
- Zahodna Atika
- Vzhodna Atika
- Pirej
- Otoki

## Demografija
Regija se je med letoma 2011 in 2021 zmanjšala za 35.965 ljudi, pri čemer je prišlo do izgube prebivalstva za 0,9 %.

## Gospodarstvo
Bruto domači proizvod (BDP) regije je leta 2018 znašal 87,4 milijarde €, kar je predstavljalo približno 47 % grške gospodarske proizvodnje. BDP na prebivalca, prilagojen glede na kupno moč, je v istem letu znašal 28.000 € ali 93 % povprečja EU27. BDP na zaposlenega je znašal 99 % povprečja EU. Atika je regija v Grčiji z najvišjim BDP na prebivalca. Kljub temu je stopnja brezposelnosti leta 2017 znašala 21,6 %. Despite that, the unemployment rate stood at 21.6% in 2017.